# 老威利·帕克
老威利·帕克（英語：Willie Park Sr.，1833年6月30日—1903年7月25日），蘇格蘭職業高爾夫球手，曾四度於英國高爾夫球公開賽奪冠，包括首屆的賽事。他的胞弟蒙哥·帕克和兒子小威利·帕克都是知名的高爾夫球手。